# Heikki Ylikangas

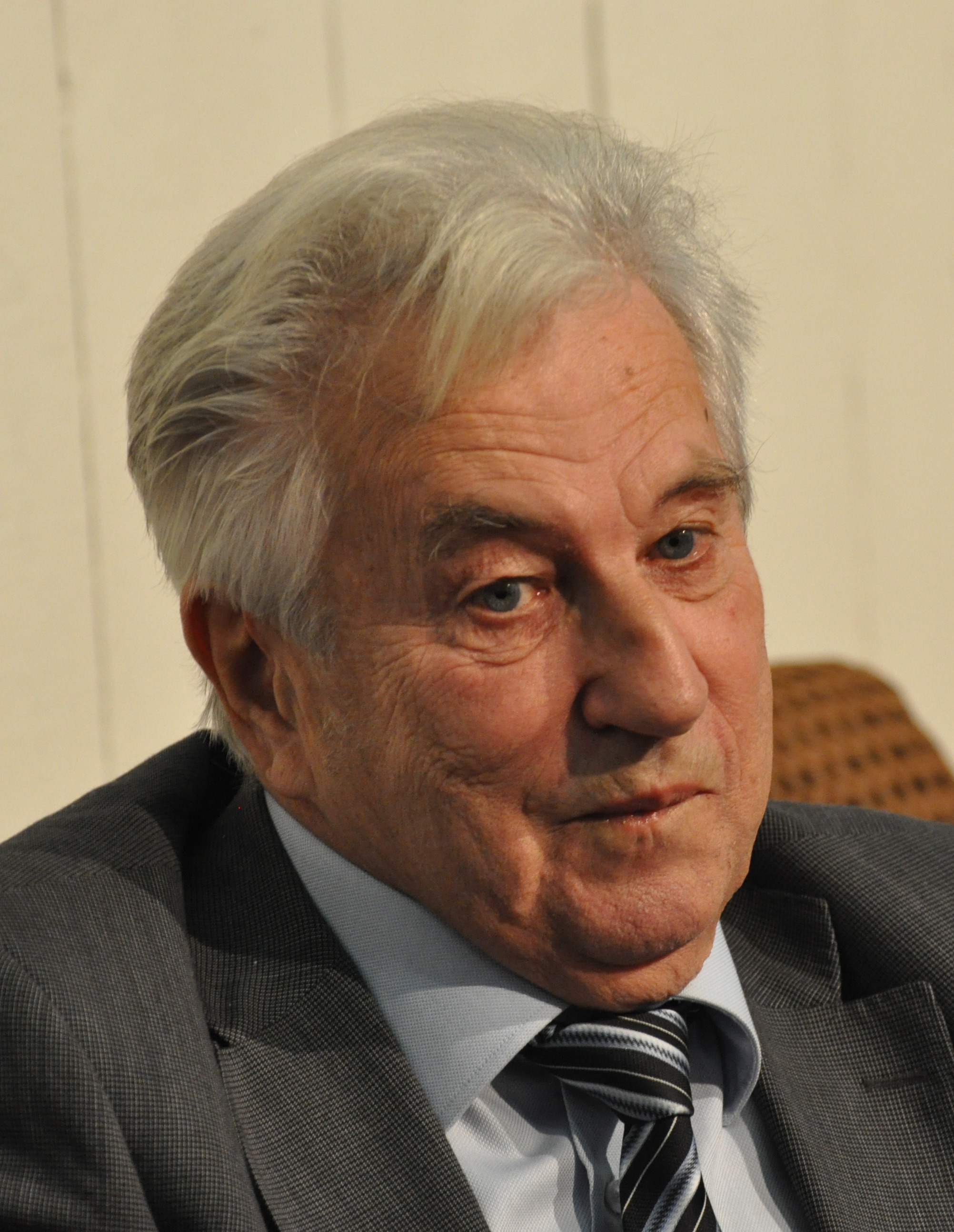
Heikki Ylikangas (2013)

Heikki Eemeli Ylikangas, född den 6 november 1937 i Ylihärmä, är en finsk historiker som disputerade 1967. Ylikangas var 1978-1992 professor i rättshistoria och romersk rätt och 1992-2001 i Finlands och Skandinaviens historia vid Helsingfors universitet. Han var 1970-1976 forskare vid Finlands Akademi och akademiprofessor 1996-2001. År 1991 invaldes han i Finska Vetenskaps-Societeten och år 1993 i Finska Vetenskapsakademien.
1971 krävde två unga forskare, Antero Heikkinen och Heikki Ylikangas, att den historiska forskningen borde fästa större avseende vid återkommande företeelser i historien, eftersom en komparativ analys av dessa producerade historisk kunskap, som gick djupare än beskrivningar av enskilda händelser i det förflutna. De ville han historisk kunskap som var nyttig för det samtida samhället. Under följande år publicerade han monografier där en viktig strävan var att påvisa generella och långvariga regelbundenheter bakom enskilda företeelser. Många av hans tolkningar bär klara spår av hans vistelse i Västtyskland i början av 1970-talet, då han fördjupade sig i Hans-Ulrich Wehlers syn på historieforskningen som samhällsvetenskap. En ofta förekommande slutsats i hans analyser är att en central historisk drivkraft är maktkampen mellan sociala grupper gällande det ekonomiska överskottet. Sist och slutligen har det ständigt enligt Ylikangas varit fråga om hur grundbehoven tillgodoses. I Finland är en så konsekvent materialistisk ståndpunkt inte särskilt etablerad bland historiker, vars politiska ståndpunkter vanligen har varit moderat konservativa eller socialdemokratiska. 
Ylikangas har som forskare uppehållit sig främst kring våldsbrottslighetens och särskilt de s.k. knivjunkrarnas historia, sociala spänningar i ståndssamhället och dramatiska skeden i Finlands moderna historia. Bland hans arbeten märks Nuijasota (1977, Klubbekriget), där han framförde nya synpunkter på bakgrunden till klubbekriget, Tie Tampereelle (1993, Vägen till Tammerfors), som behandlar det avgörande slaget i kriget 1918, och den omdebatterade Tulkintani talvisodasta (2001), där han framförde uppfattningen att de krigstida ledarna (Ryti, Tanner, Mannerheim) efter ett av Göring framfört löfte om snar kompensation slutit fred med Moskva 1940 i förlitan på att Tyskland skulle segra i världskriget. 
Ylikangas har även framträtt som dramatiker och romanförfattare.